# Подгорное (Хмельницкая область)
Подгорное (укр. Підгірне) — село в Староконстантиновском районе Хмельницкой области Украины.
Население по переписи 2021 года составляло 299 человек. Почтовый индекс — 31170. Телефонный код — 3854. Занимает площадь 1,213 км². Код КОАТУУ — 6824285605.

## Местный совет
31160, Хмельницкая обл., Староконстантиновский р-н, с. Миролюбное